# Ел Џауф (покрајина)
Ел Џаф (арап. الجوف, енглески: Al Jawf) је једна од 20 Јеменских мухафаза, која простире на северу Јемена уз границу са Саудијском Арабијом.

## Географске карактеристике
Мухафаза Ел Џаф има површину од 39.500 km² и око 451.462 становника, густина насељености износи 11 становника по km².
Ел Џаф је већим делом пустињска мухафаза са ретким оазама, на истоку се спаја са највећом пешчаном пустињом Арабије - Rub' al Khali.Kroz југозападне делове ове мухафазе тече Вади ел Џауф, највећи повремени водоток, који своје изворе има на планинама Јеменских венаца, и који нестаје у пустињи Руб' ел Хали. Мањи северозападни део ове мухафазе је планински (1500—2000. m) и гушће насељен, а већи источни део пешчана равница (300-500 m).
Ел Џаф је био језгро Минејског краљевства једног од најстаријих на југу Арабије (око 1000-е п. н. е.-2. веку п. н. е.). Они су из своје престолнице Карне владали над великим делом југа Арабије. Тад су плодне оазе Ел Џафа биле густо насељене са мноштвом градова. Након што су Абасиди освојили Јемен у 9. веку, центар јеменске цивилизације преселио се на планине запада, а Ел Џаф је постао занемарен. У новије доба Ел Џаф је био познат као једно од последњих подручја које су контролисали ројалисти за време јеменског грађанског рата 1962 - 1970. Оазе Ел Џафа, данас су ретко насељене номадским племенима која узгајају камиле и чувају овце. У прошлости је Ел Џаф био познат по узгоју чистокрвних арапских коња.